# 우랄스크주

우랄스크주의 문장

우랄스크주의 지도

우랄스크주(러시아어: Уральская область)는 1868년부터 1920년까지 존재했던 러시아 제국의 주로 주도는 오랄(우랄스크)이며 면적은 323,700km2, 인구는 645,121명(1897년 기준)이다. 현재의 카자흐스탄에 걸쳐 있었다.